# صومعة (كليبر)
صومعة هي قرية في مقاطعة كليبر، إيران. عدد سكان هذه القرية هو 13 في سنة 2006.